# Astrid (TV-serie)
Astrid är en svensk SVT-dokumentär om Astrid Lindgren i tre delar av Kristina Lindström från 2014. Programmet vann Kristallen 2015 för Årets dokumentärprogram.
Dokumentärens tre delar är: Astrid del 1 – Sorgfågel, premiär i SVT1 juldagen torsdag 25 december kl 20.00, Astrid del 2 – Starkast i världen, premiär i SVT1 söndag 28 december kl 20.00 och Astrid del 3 – Allas mor med premiär i SVT1 nyårsdagen torsdag 1 januari 2015 kl 20.00.
Bland intervjuade personer i dokumentären kan nämnas dottern Karin Nyman, personlige sekreteraren Kerstin Kvint, författaren Margareta Strömstedt, översättaren Rita Törnqvist-Verschuur och illustratören Marit Törnqvist. 